# Sam Herford
Sam Herford (* 28. Dezember 1912; † 15. Mai 1983) war ein australischer Schwimmtrainer.

## Karriere
Anfang der 1930er Jahre wurde Sam Herford dreimal australischer Meister auf den langen Freistilstrecken. Der Schwimmer vom Manly Swim Club in Sydney traf dabei unter anderem auf Andrew Charlton.
1936 wurde Herford Trainer des Schwimmteams von New South Wales. 1956 und 1960 war Herford Trainer des australischen Olympia-Schwimmteams. Bei den Olympischen Spielen 1956 in Melbourne gingen acht von 13 Goldmedaillen an Australien. Die vier Trainer Forbes Carlile, Harry Gallagher, Frank Guthrie und Sam Herford hatten mit dem Schwimmteam ein dreimonatiges Trainingslager in Townsville in Queensland absolviert, in dem allein sechs Weltrekorde aufgestellt wurden. Herfords erfolgreichste Schwimmer waren Murray Rose und John Devitt, die in Melbourne vier Goldmedaillen erschwammen, wobei sie gemeinsam Mitglieder der Freistilstaffel waren. Herford war Trainer des Nationalteams bis zu den Commonwealth Games 1962 und seine Schützlinge gewannen Medaillen bei den Olympischen Spielen von 1956 bis 1964 sowie bei den Commonwealth Games von 1958 bis 1966.
1964 in Tokio gehörte auch seine Tochter Kim Herford zum Schwimmteam, sein Sohn Gary Herford war als Ruderer Mitglied der australischen Olympiamannschaft 1964.

## Ehrungen
Seit 1989 ist Herford Mitglied der Sport Australia Hall of Fame. 1992 wurde er in die International Swimming Hall of Fame (ISHOF) aufgenommen.